# 路易吉·佩伦尼
路易吉·佩伦尼（義大利語：Luigi Perenni，1913年6月6日—1943年8月28日），意大利男子军事巡逻运动员。他曾代表意大利参加1936年冬季奥林匹克运动会军事巡逻比赛，获得一枚金牌。